# Cineta

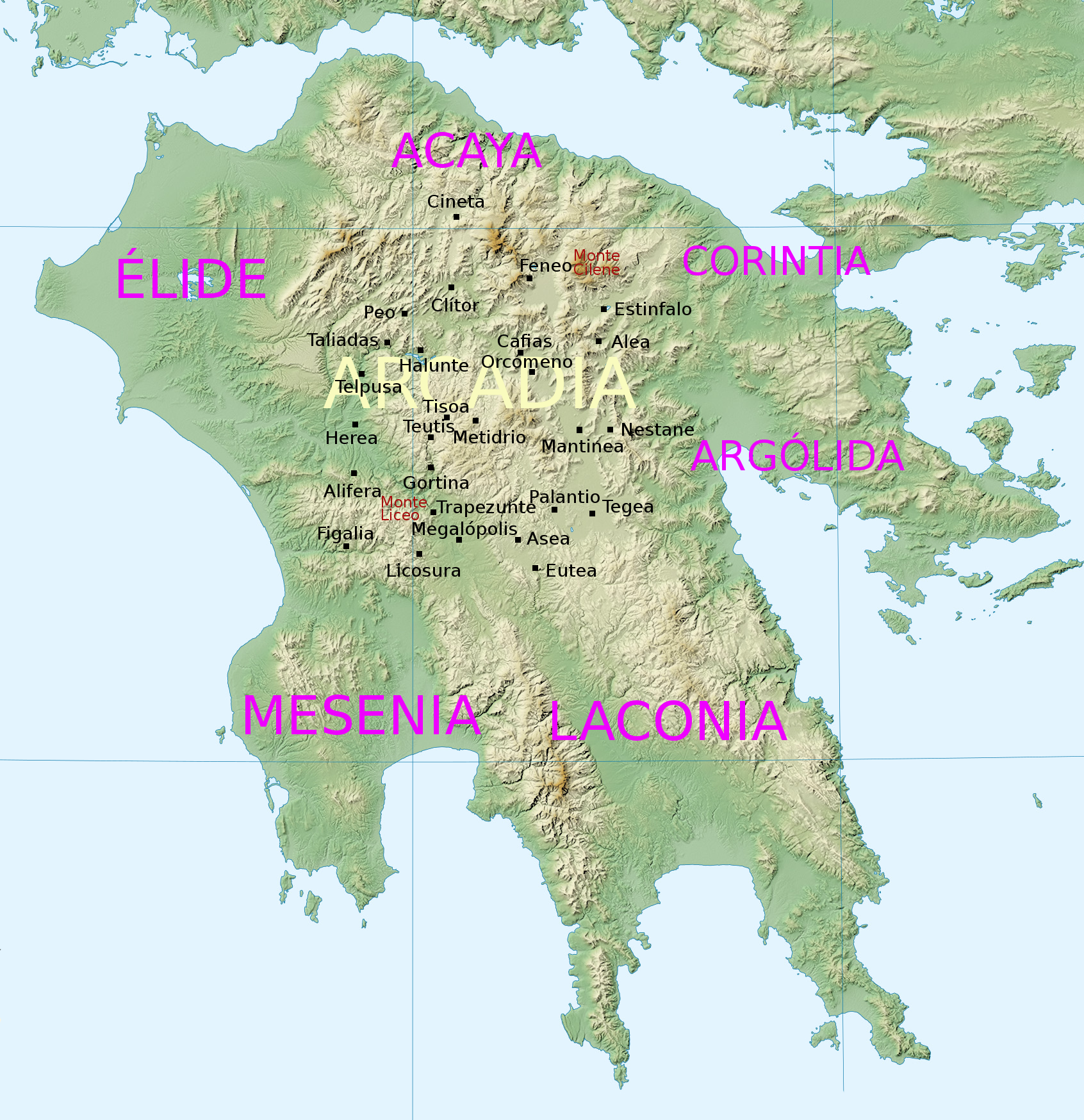
Mapa del Peloponeso con la situación de algunas de las principales ciudades de la antigua Arcadia. Cineta se ubicaba en el norte.

Cineta es el nombre de una antigua ciudad griega de Arcadia.
Según Polibio, en el territorio de los cinetenses había muchas matanzas y destierros, así como redistribuciones de tierras y robos. Hubo un periodo en el que los que regían la ciudad quisieron reconciliarse con unos trescientos exiliados que volvieron a Cineta, pero estos últimos apenas regresaron empezaron a conspirar contra su ciudad. Los conspiradores ayudaron a introducirse en la ciudad a los etolios, que la devastaron en 220 a. C. y mataron a los cinetenses, incluso a los que les habían ayudado a introducirse en la ciudad. Luego ofrecieron la plaza a los eleos, pero estos no la aceptaron y los etolios decidieron quedársela para ellos mismos y nombraron gobernador a Eurípidas. Posteriormente, los etolios, temiendo una expedición de los macedonios, incendiaron la ciudad y la abandonaron. Polibio cita además a los cinetenses como, al contrario que todos los demás arcadios, practicantes de costumbres salvajes e impiedades contra las divinidades y menciona que, en un periodo indeterminado, cometieron una gran matanza.
En citada por Estrabón, que la menciona entre las ciudades arcadias de las que apenas se podían encontrar vestigios en su tiempo y no da detalles acerca de su ubicación. Pausanias, por su parte, dice que los cinetenses habían ofrecido en Olimpia una imagen de Zeus con un rayo en cada mano. En el ágora de su ciudad tenían diversos altares así como una estatua del emperador Adriano. Además era destacable un santuario de Dioniso, en honor del que se celebraba una fiesta en invierno en la que los hombres se untaban de grasa y sacrificaban un toro. Había también una fuente llamada Aliso a cuya agua se atribuía propiedades curativas.
Se localiza en el sitio de la actual población de Kalávrita.